# Torneo Esperanzas de Toulon de 1999
El torneo de fútbol Torneo Esperanzas de Toulon, disputado del 7 de junio al 16 de junio de 1999, fue la edición n.º 27 del certamen en el cual participaron 8 equipos en la modalidad de sub-21 y en el que la selección Colombia obtuvo su primer título al vencer a Argentina en la final luego de definición por penaltis.

## Ciudades
Los partidos se disputaron en nueve ciudades: Arlés, Aubagne, Istres, La Seyne-sur-Mer, Le Pontet, Manosque, Nimes, Six-Fours-les-Plages y Toulon.

## Partidos
Leyenda: ptos.: puntos; PJ: partidos jugados; PG: partidos ganados; PE: partidos empatados; PP: partidos perdidos; GF: goles a favor; GC: goles en contra; dif.: diferencia de goles.

### Grupo A
| Equipo    | Ptos. | PJ | PG | PE | PP | GF | GC | Dif. |
| --------- | ----- | -- | -- | -- | -- | -- | -- | ---- |
| Francia   | 9     | 3  | 3  | 0  | 0  | 6  | 0  | +6   |
| México    | 4     | 3  | 1  | 1  | 1  | 3  | 6  | –3   |
| Sudáfrica | 4     | 3  | 1  | 1  | 1  | 2  | 2  | 0    |
| Brasil    | 0     | 3  | 0  | 0  | 3  | 1  | 4  | –3   |

| 7 de junio de 1999 | Sudáfrica | 1:0 | Brasil |  |  |

| 7 de junio de 1999 | Francia | 4:0 | México |  |  |

| 9 de junio de 1999 | Francia | 1:0 | Brasil |  |  |

| 9 de junio de 1999 | Sudáfrica | 1:1 | México |  |  |

| 11 de junio de 1999 | México | 2:1 | Brasil |  |  |

| 11 de junio de 1999 | Francia | 1:0 | Sudáfrica |  |  |

### Grupo B
| Equipo       | Ptos. | PJ | PG | PE | PP | GF | GC | Dif. |
| ------------ | ----- | -- | -- | -- | -- | -- | -- | ---- |
| Colombia     | 7     | 3  | 2  | 1  | 0  | 4  | 2  | +2   |
| Argentina    | 4     | 3  | 1  | 1  | 1  | 4  | 2  | +2   |
| Países Bajos | 4     | 3  | 1  | 1  | 1  | 3  | 3  | 0    |
| Portugal     | 1     | 3  | 0  | 1  | 2  | 1  | 5  | –4   |

| 8 de junio de 1999 | Argentina | 1:1 | Países Bajos |  |  |

| 8 de mayo de 1999 | Colombia | 1:1 | Portugal |  |  |

| 10 de junio de 1999 | Argentina | 3:0 | Portugal |  |  |

| 10 de junio de 1999 | Colombia | 2:1 | Países Bajos |  |  |

| 12 de junio de 1999 | Colombia | 1:0 | Argentina |  |  |

| 12 de junio de 1999 | Países Bajos | 1:0 | Portugal |  |  |

### Segunda fase
|  | Semifinales         | Semifinales         |      |                     | Final               | Final |  |
|  |                     |                     |      |                     |                     |       |  |
|  |                     |                     |      |                     |                     |       |  |
|  | 14 de junio, Istres |                     |      |                     |                     |       |  |
|  | Francia             | 1                   |      |                     |                     |       |  |
|  | Argentina           | 2                   |      |                     |                     |       |  |
|  |                     |                     |      |                     |                     |       |  |
|  |                     |                     |      |                     | 16 de junio, Toulon |       |  |
|  |                     |                     |      |                     | Colombia            | 1(6)  |  |
|  |                     | Argentina           | 1(5) |                     |                     |       |  |
|  |                     |                     |      |                     |                     |       |  |
|  |                     |                     |      |                     |                     |       |  |
|  |                     |                     |      |                     | Tercer lugar        |       |  |
|  | 14 de junio, Istres | 14 de junio, Istres |      | 16 de junio, Toulon | 16 de junio, Toulon |       |  |
|  | Colombia            | 1                   |      | Francia             | 3                   |       |  |
|  | México              | 0                   |      |                     | México              | 2     |  |

### Semifinales
| 14 de junio de 1999 | Francia | 1:2 | Argentina |  |  |

| 14 de junio de 1999 | Colombia | 1:0 | México |  |  |

### Tercer lugar
| 16 de junio de 1999, 18:15, Eurosport, ESPN Latinoamérica | Francia | 3:2 | México | Stade Mayol, Toulon |  |

### Final
| 16 de junio de 1999, 21:15, Eurosport, ESPN Latinoamérica | Colombia | 1:1 (6:5) | Argentina | Stade Mayol, Toulon |  |

|                     |
| Bandera de Colombia |
| Campeón             |
| Colombia            |
| 1.er título         |

## Estadísticas
| Equipo | Equipo       | Ptos. | PJ | PG | PE | PP | GF | GC | Dif. |
| ------ | ------------ | ----- | -- | -- | -- | -- | -- | -- | ---- |
| 1      | Colombia     | 11    | 5  | 3  | 2  | 0  | 6  | 3  | +3   |
| 2      | Argentina    | 8     | 5  | 2  | 2  | 1  | 7  | 4  | +3   |
| 3      | Francia      | 12    | 5  | 4  | 0  | 1  | 10 | 4  | +6   |
| 4      | México       | 4     | 5  | 1  | 1  | 3  | 5  | 10 | –5   |
| 5      | Países Bajos | 4     | 3  | 1  | 1  | 1  | 3  | 3  | 0    |
| 6      | Sudáfrica    | 4     | 3  | 1  | 1  | 1  | 2  | 2  | 0    |
| 7      | Portugal     | 1     | 3  | 0  | 1  | 2  | 1  | 5  | –4   |
| 8      | Brasil       | 0     | 3  | 0  | 0  | 3  | 1  | 4  | –3   |

## Premios
Como es costumbre el torneo otorgó un gran número de premios a diferentes jugadores exaltando sus cualidades deportivas.
| Premio                     | País      | Jugador           |
| -------------------------- | --------- | ----------------- |
| Mejor jugador              | Argentina | Guillermo Pereyra |
| Jugador + Elegante         | Francia   | Stéphane Dalmat   |
| Jugador + Cortés           | Colombia  | Tressor Moreno    |
| Mejor arquero              | Argentina | Sebastián Saja    |
| Premio Especial            | Sudáfrica | N'Tsibande        |
| Goleador                   | Francia   | Peguy Luyindula   |
| Trofeo Finalista más joven | Colombia  | Johnnier Montaño  |
| Copa de la Amistad         | Argentina | Vásquez           |
| Juego limpio               | Sudáfrica | Sudáfrica         |